# قرض مشترك

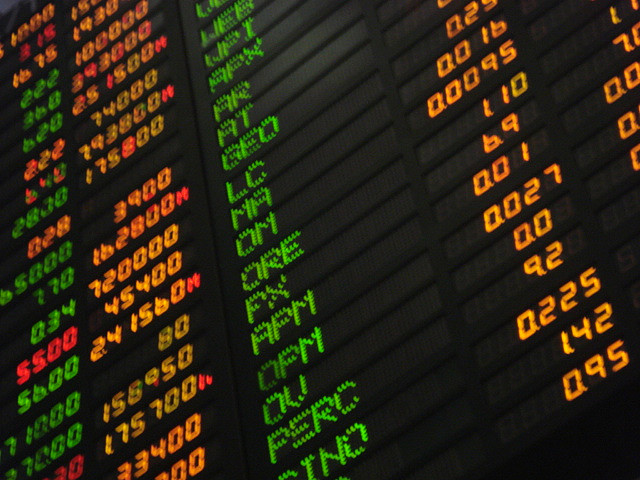

القرض المشترك هو قرض تقدّمه مجموعة من المقرضين ويتم تنظيمه وترتيبه وإدارته بواسطة مصرف أو عدة مصارف تجارية أو مصارف استثمارية تعرف باسم المنظّمين الرائدين.
يُعدّ سوق القروض المشتركة الطريقة السائدة لدى المؤسسات التجارية الكبرى في الولايات المتحدة وأوروبا في تلقي القروض من المصارف ومقدمي رؤوس الأموال المؤسسية. وغالبًا ما ينظِّم القانون المالي هذا القطاع. نشأت سوق الولايات المتحدة مع تقديم قروض الاستحواذ الكبيرة في منتصف ثمانينيات القرن العشرين، وازدهرت السوق الأوروبية مع إطلاق اليورو في عام 1999.
على المستوى الأساسي، يؤدي المنظِّمون دور المصارف الاستثمارية في جمع تمويل المستثمر لجهة مصدرة في حاجة إلى رأس المال. تدفع

## نظرة عامة على سوق القروض
يتألف سوق التجزئة للحصول على قرض مشترك من المصارف وفي حال عمليات الاستدانة بالارتهان يتألف من المؤسسات المالية والمستثمرين المؤسساتيين. إن ميزان القوى بين هذه المجموعات المختلفة من المستثمرين يختلف في الولايات المتحدة عنه في أوروبا. تحظى الولايات المتحدة بسوق رأس مال يرتبط فيه تحديد الأسعار بجودة الائتمان وإقبال المستثمرين المؤسساتيين. في أوروبا، على الرغم من أن المستثمرين المؤسساتيين قد كثّفوا من وجودهم في السوق خلال العقد الماضي، تظل المصارف جزءًا رئيسيًا من السوق. وبالتالي، فإن الأسعار لا تحركها قوى سوق رأس المال بالكامل.
في الولايات المتحدة، تحرّك مرونة لغة السوق مستويات التسعير الأولية. قبل طرح قرض بشكل رسمي لحسابات التجزئة هذه، سيحصل المنظمون غالبًا على قراءة للسوق عن طريق اقتراع غير رسمي للمستثمرين المختارين لقياس مدى إقبالهم على الائتمان. بعد هذه القراءة للسوق، سوف يطرح المنظمون الصفقة بفارق ورسوم يُعتقد أنها ستؤدي إلى توازن السوق. بمجرد تحديد الأسعار، أو فروق الأسعار الأولية على سعر الفائدة الأساسي (عادة ما يكون سعر الليبور)، فإنها تكون ثابتة إلى حد كبير، إلا في الحالات القصوى. إذا كانت القروض غير مغطاة، فمن الممكن أن يُترك المنظمون فوق مستوى الحجز المطلوب. منذ أن هزّت الأزمة المالية الروسية في عام 1998 السوق، تبنّى المنظمون لغة تعاقدية مرنة في السوق تتيح لهم تغيير سعر القرض بناءً على طلب المستثمر -في بعض الحالات ضمن نطاق محدد مسبقًا- وتحويل المبالغ بين مختلف شرائح القرض. هذه هي الآن سمة موحدة لخطابات التزام القروض المشتركة.
نتيجة لمرونة السوق، يعمل القرض المشترك على تسجيل المكتتبين المحتملين بلغة سوق السندات. يُطلق القرض في بادئ الأمر إلى السوق عند فارق مستهدف أو كما كان شائعًا بشكل متزايد بحلول عام 2008 مع مجموعة من الفروق يشار إليها باسم نقاش السعر (أي: فارق مستهدف، على سبيل المثال، من ليبور +250 إلى ليبور +275). سيتعهّد المستثمرون بعد ذلك بالتزامات تكون في كثير من الحالات متدرّجة حسب الفارق. على سبيل المثال، ربما يقدم حساب بمبلغ 25 مليون دولار على ليبور +275 أو 15 مليون دولار على ليبور +250. في نهاية هذه العملية، سيجمع المنظّم الالتزامات ثم يجري اتصالًا حول مكان تسعير الورقة. باتباع المثال أعلاه، إذا كانت الورقة مغالى في الاكتتاب فيها على ليبور +250، فقد يقوم المنظّم بتخفيض الفارق أكثر. على العكس من ذلك، إذا كانت الورقة غير مغطاة حتى على ليبور +275، فسيضطر المنظّم إلى رفع الفارق لجلب المزيد من الأموال إلى القائمة.
في أوروبا، سيطرت المصارف تاريخيًا على أسواق الديون بسبب الطابع الإقليمي للميدان. عادة ما تموِّل المصارف الإقليمية المؤسسات المحلية والإقليمية لأنها على دراية بالجهات المصدرة الإقليمية ويمكنها تمويل العملة المحلية. منذ إنشاء منطقة اليورو في عام 1998، كان نمو سوق القروض المرفوعة الأوروبية مدعومًا بالكفاءة التي توفرها هذه العملة الموحدة بالإضافة إلى النمو الإجمالي في نشاط الاندماج والاستحواذ (M&A)، لا سيما عمليات الاستحواذ المدعومة بالقروض بسبب نشاط الأسهم الخاصة. وانخفضت الحواجز الإقليمية (والحساسية تجاه الاندماج عبر الحدود)، ونمت الاقتصادات وساعد اليورو على سد الفجوات في العملات.
نتيجة لذلك، حدثت في أوروبا عمليات الاستحواذ المدعومة بالقروض بصورة متزايدة على مدار العقد الماضي، والأهم من ذلك أنها نمت في الحجم إذ تمكّن المنظمون من جمع تكتلات أكبر من رأس المال لدعم معاملات أكبر متعددة الجنسيات. لدعم هذه السوق المتنامية، تموّل مجموعة واسعة من المصارف من مناطق متعددة هذه الصفقات الآن، إلى جانب المستثمرين من المؤسسات الأوروبية والمستثمرين من المؤسسات الأمريكية، ما أدى إلى إنشاء سوق قروض يعبر المحيط الأطلسي.
تستفيد السوق الأوروبية من العديد من الأخطاء التي وقعت بها السوق الأمريكية، مع الحفاظ على تنوعها الإقليمي. في أوروبا، يتيح التنوع الإقليمي للمصارف الاحتفاظ بنفوذ كبير في الإقراض ويعزز هيمنة الأسهم الخاصة في السوق.

## أنواع القروض المشتركة
على الصعيد العالمي، هناك ثلاثة أنواع من ضمانات السندات للقروض المشتركة: صفقة الاكتتاب، والقرض المشترك لأفضل الجهود المبذولة، وصفقة النادي. يتكون سوق القروض المشتركة ذات الرفع الأوروبي بشكل شبه حصري من صفقات الاكتتاب، في حين أن سوق الولايات المتحدة يتكون في معظمه من قروض أفضل الجهود.

### صفقة الاكتتاب
صفقة الاكتتاب هي الصفقة التي يضمن لها المنظمون الالتزام الكامل، ثم يجمعون القرض. إذا لم يستطع المنظمون عقد القرض بالكامل، فسيضطرون إلى استيعاب الفرق الذي قد يحاولون بيعه لاحقًا للمستثمرين. هذا أمر سهل بالطبع، في حال تحسنت ظروف السوق أو أساسيات الائتمان. وإذا لم تتحسن، فقد يضطر المنظم إلى البيع بسعر مخفض، ومن المحتمل أن يتحمّل حتى خسارة الأوراق. أو ربما يُترك المنظم فوق مستوى الحجز المطلوب للائتمان.
يكتتب المنظمون القروض لعدة أسباب. أولًا، يمكن أن يكون تقديم قرض الاكتتاب أداة تنافسية للفوز بالتفويضات. ثانيًا، تتطلب القروض المكتتب بها عادةً المزيد من رسوم الربح لأن الوكيل يكون على المحك إذا أخفق المقرضون المحتملون. بطبيعة الحال، مع شيوع اللغة المرنة الآن، فإن اكتتاب صفقة لا يحمل نفس المخاطر التي حملها ذات مرة عندما كان السعر غير قابل للتغيير قبل جمع القرض.

### القرض المشترك لأفضل الجهود المبذولة
إن قرض أفضل الجهود هو القرض الذي تلتزم لأجله مجموعة المُنظِّمين باكتتاب أقل من كامل مبلغ القرض أو ما يساويه، تاركةً الائتمان لتقلبات السوق. إذا كان القرض غير مغطى، فقد لا يغلق الائتمان أو قد يحتاج إلى تعديلات كبيرة على سعر الفائدة أو التصنيف الائتماني لموازنة السوق. تقليديًا، استُخدمت قروض أفضل الجهود مع المقترضين المجازفين أو المعاملات المعقدة. ولكن منذ أواخر التسعينيات من القرن الماضي، جعل القبولُ السريع للغة السوق المرنة قروضَ أفضل الجهود هي القاعدة حتى بالنسبة لمعاملات الاستثمار ذات التصنيف الممتاز.

### صفقة النادي
صفقة النادي هي عبارة عن قرض أصغر -عادة ما يتراوح بين 25 و 100 مليون دولار، ولكنه يصل إلى 150 مليون دولار- يسوَّق قبل افتتاح السوق لمجموعة من المقرضين ذوي العلاقة. يكون المُنظِّم عادة هو الأول بين النظراء، ويحصل كل مقرض على نصيب كامل أو شبه كامل من الرسوم.

## إجراء القروض المشتركة
نظرًا لأن القرض المشترك هو عبارة عن مجموعة من القروض الثنائية بين المقترض وعدة مصارف، فإن هيكل المعاملة هو عزل فائدة كل مصرف أثناء رفع الفعالية الجماعية إلى الحد الأقصى في المراقبة والتنفيذ لمقرض واحد. الجوهر هو إبرام قروض بشروط مماثلة لإبرام باقة من القروض في اتفاقية واحدة. هذا يعتمد على وثائق جمعية سوق القروض (LMA). وبالتالي، تعمل ثلاثة أطراف فاعلة رئيسية في إطار إقراض مشترك:
- المنظم
- الوكيل
- الوصي

تستخدم هذه الأطراف الفاعلة مفهومين قانونيين أساسيين للتغلب على صعوبة الإقراض الكبير، وهما الوكالة والائتمان. قد لا يكون مصرف بمفرده مستعدًا أو قادرًا على إقراض المبلغ بالكامل. جوهر القرض المشترك هو أن مصرفين أو أكثر يتفقان على تقديم قروض للمقترض بشروط مشتركة تحكمها اتفاقية واحدة. لا تنظم هذه الاتفاقية العلاقة بين المقرضين والمقترض فقط وإنما وبشكل مهم بين المقرضين أيضًا. توثَّق معظم القروض باستخدام سوابق جمعية سوق القروض، وفي إنجلترا لن يكون هذا وفقًا «لشروط العمل القياسية المكتوبة» للمقرضين لأغراض قانون شروط التعاقد غير العادلة (UCTA) لعام 1977.